# Rue Victor-Poirel
La rue Victor-Poirel, également appelée rue Poirel, est une voie de la commune de Nancy, dans le département de Meurthe-et-Moselle, en région Lorraine.

## Situation et accès
La rue Victor-Poirel est placée au sein de la Ville-neuve, parallèlement aux rues Chanzy et Mazagran, et appartient administrativement au quartier Charles III - Centre Ville.
Partant depuis son extrémité septentrionale de la rue Henri-Poincaré, la rue Poirel suit un parcours d'une direction générale nord-sud, parallèlement aux rues Chanzy et Mazagran. La voie croise la rue Morey, avant d'aboutir place André-Maginot.

## Origine du nom
Elle a été ainsi nommée pour honorer la mémoire de Victor Poirel, ingénieur et inspecteur général des ponts et chaussées, et bienfaiteur de la ville de Nancy.

## Historique
Cette rue a été ouverte, sous son nom actuel, dans les terrains des Prémontrés (ancienne caserne et impasse Oberlin), par décret présidentiel du 13 novembre 1882.

## Bâtiments remarquables et lieux de mémoire
Au no 7 de la rue se trouve l'Ensemble Poirel, salle de musique et d'exposition.

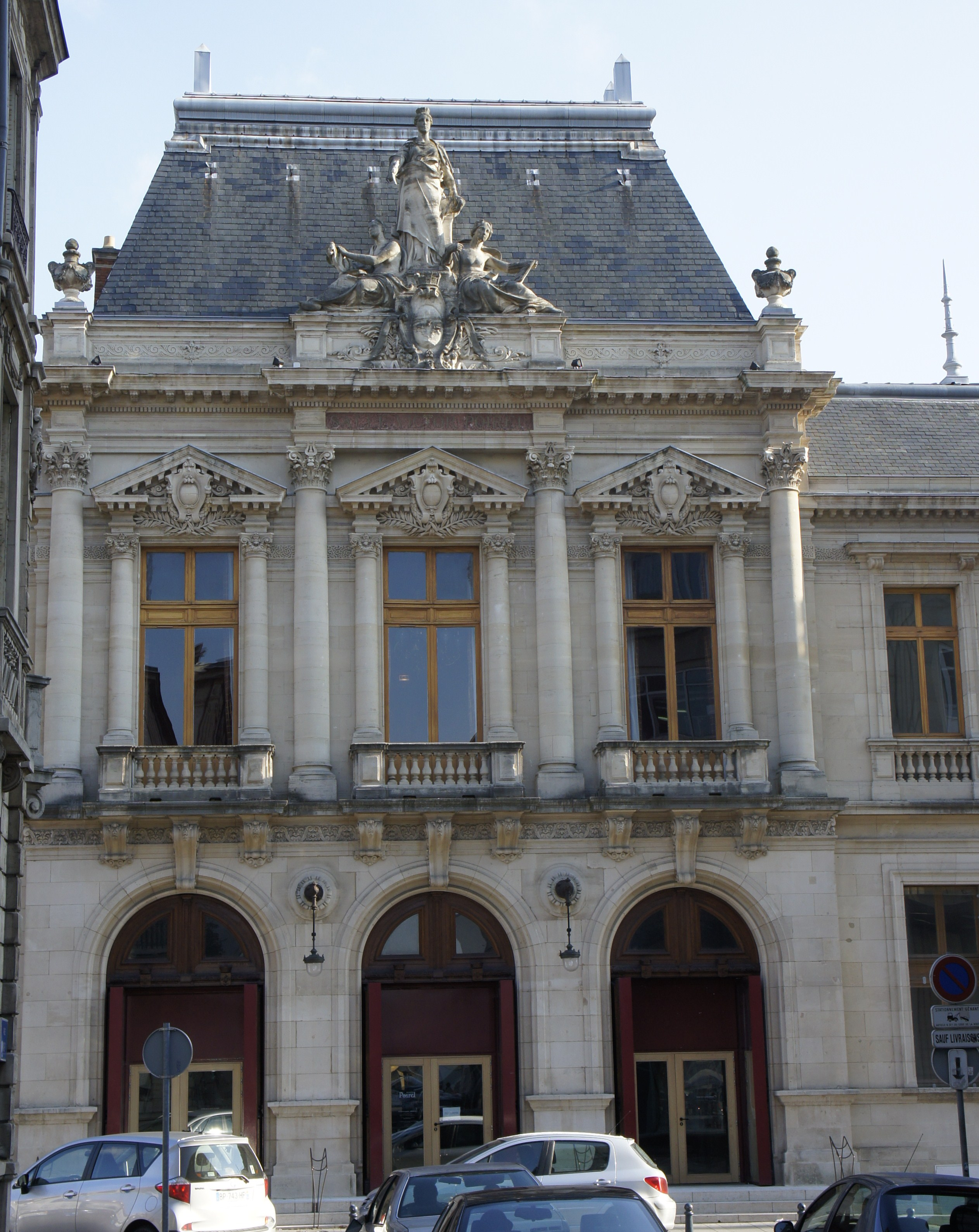
Façade de la salle Poirel.
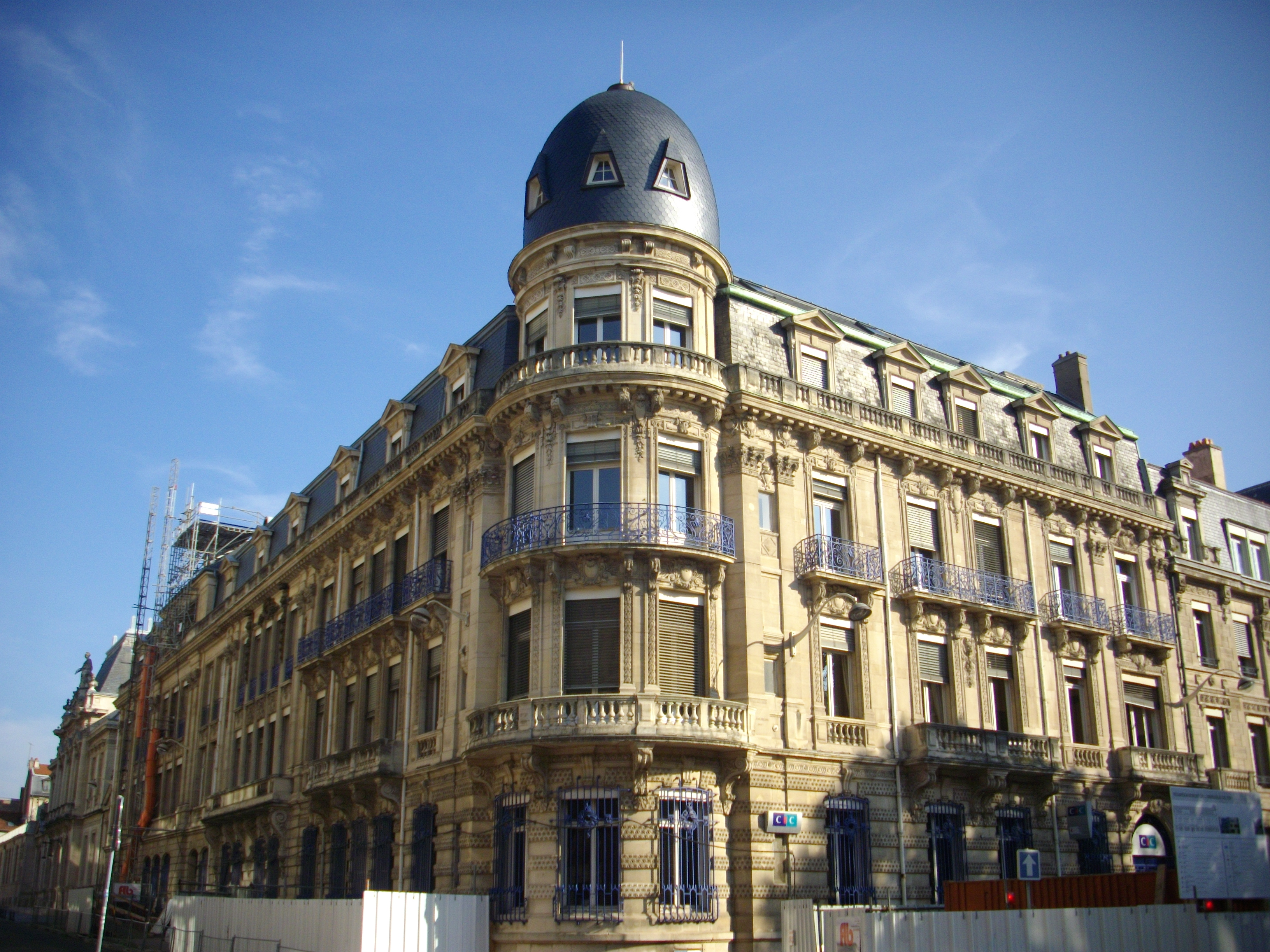
Hôtel Lang actuelle banque SNVB classée[2].